# Habranthus estensis
Habranthus estensis är en amaryllisväxtart som beskrevs av Pierfelice Ravenna. Habranthus estensis ingår i släktet Habranthus och familjen amaryllisväxter.
Artens utbredningsområde är Uruguay. Inga underarter finns listade i Catalogue of Life.